# Karl för sin hatt

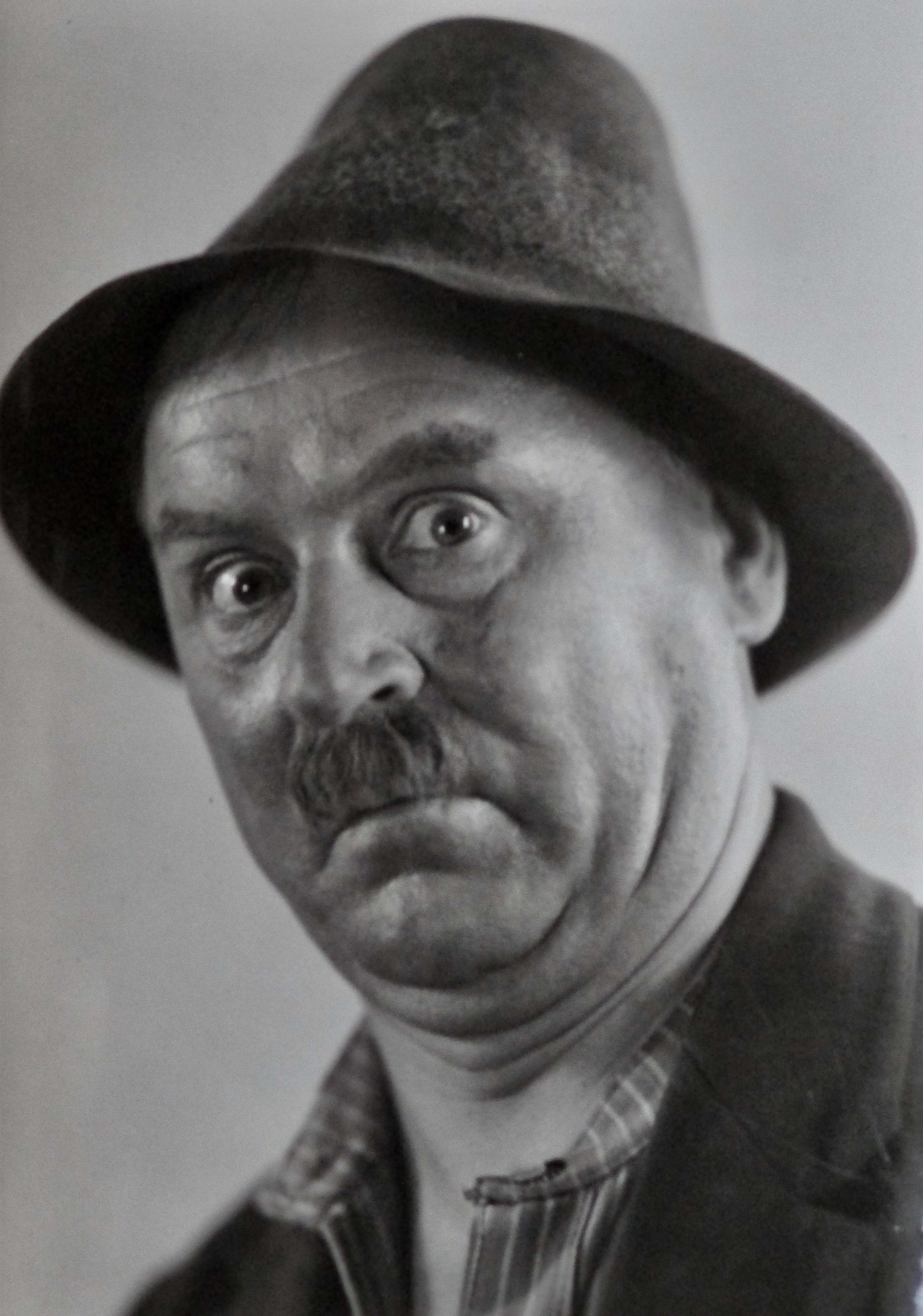
Sigurd Wallén

Karl för sin hatt är en svensk komedifilm från 1940 i regi av Schamyl Bauman.  

## Handling
Gun Bergström vrickar foten under en skidtur. Hon blir omhändertagen av skogshuggaren Ola och de lovar varandra att träffas igen.

## Om filmen
Filmen hade Sverigepremiär i ett antal städer 24 augusti 1940. Den har också visats på TV3.

## Rollista i urval
- Adolf Jahr - Ola Hansson
- Birgit Tengroth - Gun Bergström
- Sigurd Wallén - Algot Bergström, VD
- Gull Natorp - Betty Bergström
- Emil Fjellström - "Stor-Ola"
- Stig Järrel - Jimmy
- Vera Valdor - Matilda
- Gösta Cederlund - byråchefen